# Kızılcakaya, Kütahya
Kızılcakaya là một xã thuộc thành phố Kütahya, tỉnh Kütahya, Thổ Nhĩ Kỳ. Dân số thời điểm năm 2008 là 105 người.